# Ginástica rítmica nos Jogos Pan-Americanos de 2011 - Individual geral
A competição do individual geral foi um dos eventos da ginástica rítmica nos Jogos Pan-Americanos de 2011. Foi disputada no Complexo Nissan de Ginástica no dia 15 de outubro.

## Calendário
Horário local (UTC-6).
| Data          | Horário | Fase               |
| ------------- | ------- | ------------------ |
| 15 de outubro | 16:00   | Aro e bola         |
| 15 de outubro | 18:00   | Maças e fita Final |

## Medalhistas
| Ouro   | USA Julie Zetlin         |
| Prata  | MEX Cynthia Valdez       |
| Bronze | BRA Angélica Kvieczynski |

## Resultados
| Pos.              | Ginasta              | País               |        |        |        |        | Total   |
| ----------------- | -------------------- | ------------------ | ------ | ------ | ------ | ------ | ------- |
| Medalha de ouro   | Julie Zetlin         | USA Estados Unidos | 25.400 | 24.925 | 25.300 | 25.225 | 100.850 |
| Medalha de prata  | Cynthia Valdez       | MEX México         | 25.025 | 25.525 | 24.250 | 25.525 | 100.325 |
| Medalha de bronze | Angélica Kvieczynski | BRA Brasil         | 25.075 | 24.375 | 24.700 | 24.050 | 98.200  |
| 4                 | Mariam Chamilova     | CAN Canadá         | 24.550 | 23.175 | 24.225 | 23.225 | 95.175  |
| 5                 | Darya Shara          | ARG Argentina      | 23.825 | 23.000 | 23.600 | 23.800 | 94.225  |
| 6                 | Maria Kitkarska      | CAN Canadá         | 23.350 | 23.825 | 22.850 | 23.400 | 93.425  |
| 7                 | Shelby Kisiel        | USA Estados Unidos | 22.225 | 22.925 | 24.800 | 22.550 | 92.500  |
| 8                 | Ana Carrasco Pini    | ARG Argentina      | 23.525 | 23.575 | 21.600 | 23.600 | 92.300  |
| 9                 | Andreina Acevedo     | VEN Venezuela      | 24.150 | 21.850 | 22.475 | 23.750 | 92.225  |
| 10                | Natália Gaudio       | BRA Brasil         | 23.850 | 22.525 | 21.400 | 22.950 | 90.725  |
| 11                | Dailen Cutiño        | CUB Cuba           | 21.150 | 22.625 | 22.900 | 23.000 | 89.675  |
| 12                | Katherin Arias       | VEN Venezuela      | 21.875 | 21.775 | 22.450 | 22.250 | 88.350  |
| 13                | Linda Sandoval       | GUA Guatemala      | 21.800 | 19.175 | 21.250 | 20.400 | 82.625  |
| 14                | Carolina Vélez       | COL Colômbia       | 21.275 | 20.150 | 20.150 | 20.050 | 81.625  |
| 15                | Valeska González     | CHI Chile          | 19.950 | 20.350 | 20.575 | 19.325 | 80.200  |
| 16                | Danays Pérez         | CUB Cuba           | 21.925 | 18.250 | 20.450 | 19.150 | 79.775  |